# Emblem
Emblemer er symbolske mærker, der viser at den der bærer det, har et tilhørsforhold til en forening, et firma, en loge e.l. Det kan være et badge, en pin eller et påsyet stofmærke.
Kunsthistoriens emblemer er samlet i værker om emblemata; de viser betydningen af kunstnernes brug af tøfler, fuglebure med lukkede eller åbne døre, krukker, virginaler, mytologiske og religiøse motiver.

## Historie
I de seneste 1.000 år har emblemer været statussymboler. Udover at udtrykke et tilhørsforhold, fungerer de også som smykker som viser velstand. Mens fx brocher udelukkende er et smykke, findes der adskillige pyntende emblemer som symboliserer militær rang. I dag ser man især emblemer på officielle gallauniformer, som ved Kongehusets Nytårskur d. 3. januar.

## Fremstillingsprocesser

### Badges
Badges fremstilles som et tryk med farver på karton. De beskyttes af et lag plastik, og har en sikkerhedsnål på bagsiden. Ofte bruges de i forbindelse med politiske kampagner, hvor badges har skrevet et kort budskab.

### Metalemblemer
Emblemer i metal bliver stanset ud af en plade metal. Man bruger et stanseværktøj, som har et negativ-tryk, ligesom offsettryk i en avistrykke. Herefter klippes emblemet ud og gennemgår en kemisk proces, som lukker metallets overflader og beskytter mod misfarvning af metallet. Når metallet er sikret mod korrosion, kan der tilføjes emalje til emblemet. Emalje var traditionelt smeltet glas, som fik lov at hærde. I dag bruges typisk kemisk glaspulver som alternativ til klumper af glas. Efter emaljen er lagt i emblemet, svejses bagmonteringen fast. Bagmonteringen kan gøre emblemet til bl.a. en pin, en manchetknap, eller en slipsenål. Grundet metalemblemers små størrelser, er der oftest kun plads til et logo. Derfor er det typisk virksomheder, velgørende organisationer og mærkesager, der benytter metalemblemer i dag. Et eksempel herpå er AIDS-fondet, med den røde sløjfepin.

#### Hård emalje
Hård emalje smeltes ned i emblemet ved meget høj varme (ca. 800 °C). Farverne smeltes én ad gangen, og adskilles af emblemets udstansede metalvægge. Ofte anvendes kobber til metalemblemer med hård emalje, da kobber først smelter ved 1.085 °C. Når alle farverne er smeltet og afkølet i emblemet, har overfladen en ujævn overflade, og farverne kan overlappe hinanden. Derfor slibes emblemet og emaljen nu ned, så det får en glat overflade med synlige metalvægge og skarp farvelægning.

#### Blød emalje
Blød emalje er en farvet lak, som ilægges emblemet. Det gøres sædvanligvis i hånden, og processen kan sammenlignes med fyldning af en tand ved tandlægen. Når alle farverne er lagt i emblemet, hærdes emaljen i en ovn ved ca. 230 °C. Den bløde emalje er mere ujævn i overfladen end hård emalje, da det ikke kan slibes. Til gengæld har det en mere skinnende overflade ligesom glas.

### Stofmærker
Stofmærker er emblemer som er enten broderet eller vævet. De bruges i særlig grad i forsvaret, af spejdere og bander.
I forsvaret benyttes vævede stofmærker til skuldermærker der identificerer rang. Broderede stofmærker på foran og på siden af uniformen identificerer navn og nationalitet samt tilhørsforhold til fx kommando, regiment, brigade, gruppe, trop e.l. Stofemblemer findes med forskellige bagmonteringer. Enten sys de fast i den overloggede kantbrodering, stryges på med limbagmontering, eller sættes løst på med velcro.
Spejdere bruger stofmærker til anerkendelse af duelighed og identificering af hold og rang.
Bander bruger stofmærker til at genkende venner og fjender på territorier. Flere steder er det forbudt at opholde sig med banderelaterede rygmærker.